# Золотой фонд биосферы
«Золотой фонд биосферы» (англ. Key environments) — научно-популярная книжная серия издательства «Pergamon Press» (Оксфорд, Великобритания), издававшаяся в сотрудничестве с Международным союзом охраны природы и природных ресурсов (МСОП). Серия издавалась с 1984 по 1988 годы, в ней вышли 8 книг, посвященных дикой природе наиболее уникальных мест на Земле, имеющих ключевое значение для сохранения окружающей среды: пустыне Сахара, острову Мадагаскар, архипелагу Галапагос, Западному Средиземноморью, Амазонии, Антарктике, Красному морю и Малайзии. Все книги выходили с вступительным словом Его Королевского Высочества Герцога Эдинбургского и вступлением Джона Тригерна. Две книги, посвященные Сахаре и Мадагаскару, были переведены на русский язык и вышли в СССР в 1990 году в издательстве «Прогресс» (Москва), редакции литературы по географии, экологии и народонаселению.

## Книги серии
- Sahara desert / Ed. by J. L. Cloudsley-Thompson. — Oxford; New York: Pergamon Press in collab. with the International Union for Conservation of Nature and Natural Resources, 1984. — (Key environments)
- Madagascar / Ed. by Alison Jolly, Philippe Oberlé and Roland Albignac. — Oxford; New York: Pergamon Press in collab. with the International Union for Conservation of Nature and Natural Resources, 1984. — X, 250 p. — (Key environments) — ISBN 0-08-028002-1 — doi:10.1016/C2009-0-09488-4
- Galapagos / Ed. by Roger Perry. — Oxford; New York: Pergamon Press in collab. with the International Union for Conservation of Nature and Natural Resources, 1984. — X, 321 p. — (Key environments)
- Western Mediterranean / Ed. by Ramon Margalef. — Oxford; New York: Pergamon Press in collab. with the International Union for Conservation of Nature and Natural Resources, 1984. — IX, 363 p. — (Key environments)
- Amazonia / Ed. by Ghillean T. Prance and Thomas E. Lovejoy. — Oxford; New York: Pergamon Press in collab. with the International Union for Conservation of Nature and Natural Resources, 1985. — XIV, 442 p. — (Key environments)
- Antarctica / Ed. by D.W.H. Walton and W. Nigel Bonner. — Oxford; New York: Pergamon Press in collab. with the International Union for Conservation of Nature and Natural Resources, 1985. 381 p. — (Key environments)
- Red Sea / Ed. by Alasdair J. Edwards and Stephen M. Head. — Oxford; New York: : Pergamon Press in collab. with the International Union for Conservation of Nature and Natural Resources, 1987. — X, 441p. — (Key environments)
- Malaysia / Ed. by Gathorne G. Cranbrook. — Oxford; New York: Pergamon Press in collab. with the International Union for Conservation of Nature and Natural Resources, 1988. — X, 317 p. — (Key environments)

На русский язык были переведены:
- Сахара = Sahara desert / пер. с англ. В. В. Голосова; отв. ред. сер. акад. В. Е. Соколов; науч. ред. и послесл. В. М. Неронова и В. Е. Соколова. — М.: Прогресс, 1990. — 424 с. — (Золотой фонд биосферы). — ISBN 5-01-001629-X.
- Мадагаскар = Madagascar / пер. с англ. М. А. Аршиновой; отв. ред. сер. акад. В. Е. Соколов; науч. ред. и послесл. Б. Д. Васильева. — М.: Прогресс, 1990. — 296 с. — (Золотой фонд биосферы). — ISBN 5-01-002049-1.